# Annum ingressi
Annum ingressi je apoštolská epištola napsaná roku 1902 papežem Lvem XIII. Byla adresována biskupům celého světa kvůli přezkoumání jeho 25letého pontifikátu. Vyzýval k odolnosti proti Svobodným zednářům.